# ورالدن أولماي
ورالدن أولماي (بالإنجليزية: Waralden Olmai)‏ روح حارسة في الأساطير الفنلندية. كانوا يقدسونها كإله حارس وإله خالق أيضا.